# Stephania kwangsiensis
Stephania kwangsiensis är en tvåhjärtbladig växtart som beskrevs av Hsien Shui Lo. Stephania kwangsiensis ingår i släktet Stephania och familjen Menispermaceae. Inga underarter finns listade i Catalogue of Life.